# Oberamt Horb

Karte der württembergischen Oberämter, Stand 1926

Das Oberamt Horb war ein württembergischer Verwaltungsbezirk (auf beigefügter Karte # 24), der 1934 in Kreis Horb umbenannt und 1938 um den Hauptteil des Kreises Sulz sowie einige Gemeinden der Kreise Nagold und Rottenburg zum Landkreis Horb vergrößert wurde. Allgemeine Bemerkungen zu den württembergischen Oberämtern siehe Oberamt (Württemberg).

## Geschichte

Oberamt Horb, Gebietsstand 1813, mit den früheren Herrschafts- und Ämtergrenzen

Das Oberamt entstand 1807 und bestand hauptsächlich aus ehemals österreichischen bzw. ritterschaftlichen Orten, die als Folge des Pressburger Friedens bzw. der Rheinbundakte unter württembergische Hoheit gekommen waren. Nachbarn des von 1818 bis 1924 dem Schwarzwaldkreis zugeordneten Bezirks waren die württembergischen Oberämter Nagold, Herrenberg, Rottenburg, Freudenstadt sowie das 1849 preußisch gewordene Fürstentum Hohenzollern-Sigmaringen.

### Ehemalige Herrschaften
1813, nach Abschluss der Gebietsreform, setzte sich der Bezirk aus Bestandteilen zusammen, die im Jahr 1800 zu folgenden Herrschaften gehört hatten:
- Vorderösterreich
 Zur Grafschaft Hohenberg (Landschaft Niederhohenberg) gehörten die Stadt Horb, die dem städtischen Gericht unterstellten Dörfer Altheim, Grünmettstetten, Ihlingen und Salzstetten sowie Bildechingen, Eutingen, Rohrdorf und Weitingen. Niederadelsbesitz unter österreichischer Landeshoheit waren Nordstetten mit Isenburg (Freiherr Keller von Schleitheim) und Lützenhardt (Freiherr Rassler von Gamerschwang).
- Herzogtum Württemberg
 Hochdorf zählte zum altwürttembergischen Amt Nagold.
- Johanniterorden
 Kommende Rexingen.
- Reichsritterschaft
 Beim Ritterkanton Neckar-Schwarzwald der schwäbischen Ritterschaft waren immatrikuliert:
  - Weitenburg mit Bieringen, Börstingen und Sulzau, sowie Bittelbronn (Freiherr Rassler von Gamerschwang),
  - Ahldorf, Bierlingen, Felldorf, Wachendorf (Freiherr von Ow),
  - Mühlen mit Egelstal, Mühringen mit Wiesenstetten und Dommelsberg (Freiherr von Münch),
  - Baisingen, Eutingertal (Freiherr Schenk von Stauffenberg),
  - Göttelfingen, Vollmaringen (Freiherr von Hornstein),
  - Gündringen (Freiherr zu Eck und Hungersbach).

## Gemeinden

### Einwohnerzahlen 1863
Folgende 29 Gemeinden waren 1865 dem Oberamt Horb unterstellt:
| frühere Gemeinde | Einwohner- zahl 1863 | heutige Gemeinde |                      |
| ---------------- | -------------------- | ---------------- | -------------------- |
| 1                | Horb                 | 1584             | Horb am Neckar       |
| 2                | Ahldorf              | 753              | Horb am Neckar       |
| 3                | Altheim              | 912              | Horb am Neckar       |
| 4                | Baisingen            | 747              | Rottenburg am Neckar |
| 5                | Bieringen            | 536              | Rottenburg am Neckar |
| 6                | Bierlingen           | 732              | Starzach             |
| 7                | Bildechingen         | 637              | Horb am Neckar       |
| 8                | Bittelbronn          | 319              | Horb am Neckar       |
| 9                | Börstingen           | 432              | Starzach             |
| 10               | Eutingen             | 1026             | Eutingen im Gäu      |
| 11               | Felldorf             | 490              | Starzach             |
| 12               | Göttelfingen         | 351              | Eutingen im Gäu      |
| 13               | Grünmettstetten      | 712              | Horb am Neckar       |
| 14               | Gündringen           | 513              | Nagold               |
| 15               | Hochdorf             | 789              | Nagold               |
| 16               | Ihlingen             | 128              | Horb am Neckar       |
| 17               | Isenburg             | 244              | Horb am Neckar       |
| 18               | Lützenhardt          | 525              | Waldachtal           |
| 19               | Mühlen               | 568              | Horb am Neckar       |
| 20               | Mühringen            | 902              | Horb am Neckar       |
| 21               | Nordstetten          | 1192             | Horb am Neckar       |
| 22               | Rexingen             | 1000             | Horb am Neckar       |
| 23               | Rohrdorf             | 358              | Eutingen im Gäu      |
| 24               | Salzstetten          | 871              | Waldachtal           |
| 25               | Sulzau               | 252              | Starzach             |
| 26               | Vollmaringen         | 564              | Nagold               |
| 27               | Wachendorf           | 583              | Starzach             |
| 28               | Weitingen            | 1005             | Eutingen im Gäu      |
| 29               | Wiesenstetten        | 519              | Empfingen            |
|                  | Summe                | 19441            |                      |

### Änderungen im Gemeindebestand seit 1813

Gemeinden und Markungen um 1860

1834 wurde diejenigen Teile des ehemaligen Ritterguts Eutingertal, die um 1810 den Gemeinden Bildechingen und Mühlen zugeteilt worden waren, nach Eutingen umgemeindet.

## Amtsvorsteher
Die Oberamtmänner des Oberamts Horb 1807–1938:
- 1807–1833: Joseph Bollinger
- 1833–1835: Bernhard Ovelog
- 1835–1840: Gustav Adolf Dillenius
- 1841–1845: Friedrich Wilhelm Wiebkekink
- 1845–1870: Christian Heinrich Lindenmayer
- 1870–1873: Karl Bellino
- 1874–1877: Heinrich Stahl
- 1877–1899: Hermann Wendelstein
- 1899–1902: Hugo Stiefenhofer
- 1902–1924: Hermann Rieger
- 1924–1938: Paul Bushart